# Estabelecimento Prisional de Tires
O Estabelecimento Prisional de Tires é uma prisão feminina localizada na freguesia de São Domingos de Rana, no concelho de Cascais. A sua lotação é de 458 reclusas.
Foi criado pelo Decreto-lei n.º 39334 de 27 de agosto de 1953. 
De forma a albergar reclusas grávidas ou com filhos, existe uma creche, que funciona em paralelo com a Casa das Mães, criada a 15 de novembro de 2000.

## Instalações
É composto por 3 edifícios independentes, designados por Pavilhão 1, 2 e 3. No Pavilhão 1 localiza-se a biblioteca e a escola, possuindo um bar, sala de visitas, refeitório e recreio. O Pavilhão 2 é composto por refeitório, recreio, bar, escola, cabeleireiro, salas de atendimento e salas de trabalhos externos. No Pavilhão 3 encontram-se salas disciplinares,  sala para atendimento e serviços clínicos, salas destinadas ao lazer, para oficinas de trabalho, lavandaria e a escola. 
No Estabelecimento Prisional de Tires existe uma Unidade livre de drogas (ULD) criada em 1999, a Casa das Mães, criada em 2000, os pavilhões de regime aberto, criados em 1995 e ainda uma Capela.

## Reclusas famosas
- Diana Fialho (desde 2019, sentença 24 anos por assassinato de sua mãe adotiva)
- Márcia Bernardo (desde 2020, sentença de 25 anos por assassinato da sua enteada Valentina)
- Rosa Grilo (desde 2020, sentença de 25 anos por assassinato do seu marido e triatleta Luís Miguel Grilo)